# 阎崇年
阎崇年（1934年4月24日—），中國歷史學家，漢族，山东省蓬莱市人，北京师范大学历史系本科毕业，从事满学研究。
阎崇年创立了中国第一个满学研究机构——「北京社会科学院满学研究所」、「北京满学会」，现为北京社会科学院满学研究所研究员及北京满学会会长。他先后发表满学、清史论文一百五十余篇。自2004年起在中央电视台《百家讲坛》栏目中主讲「清十二帝疑案」，2006年9月1日起主讲「明亡清兴六十年」。
阎崇年本人的言论被汉民族主义者认为偏袒满清而遭到部分汉民族主义者的不满和抵制。

## 生平
1934年，阎崇年生于山东省蓬莱县解宋营村（今解西村）。他的父亲、哥哥都在北平谋生。阎崇年在山东省完成了小学课程。1949年1月北平和平解放后，阎崇年转入北京六中读书。据他回忆，中学时代他的数学、物理、化学成绩优秀，很喜欢历史学。中学毕业后，阎崇年考入北京师范大学历史系。大学毕业后，那时的阎崇年对先秦史非常感兴趣，带着一篇自己写好的先秦史论文到中国科学院历史研究所明清史研究室主任杨向奎家中向他请教。1963年3月8日，杨向奎给阎崇年写了一封信，信中建议他改换方向、研究清史，理由是人们“厚今薄古”，中国古代史中清史时间更接近现代；先秦史需要考古发掘，在西安研究更方便，在北京不方便研究，而清代的宫室、文献、档案都在北京，在北京研究清史很方便。阎崇年考虑之后，决定改搞清史。
阎崇年在1963年开始研究满学，1980年在北京社会科学院工作至今。近年常出版书籍和举行讲座发表清朝历史研究论文和最新研究成果。

## 著作

### 论文集
- 《满学论集》
- 《燕史集》
- 《袁崇焕研究论集》
- 《燕步集》

### 专著
- 《努尔哈赤传》
- 《康熙大帝》
- 《天命汗》
- 《袁崇焕传》
- 《清朝通史·太祖朝》
- 《清朝通史·太宗朝》
- 《清朝开国史》
- 《努尔哈赤传》（修订版）
- 《袁崇焕传》（修订版）

### 学术丛刊
- 《满学研究》第一至六辑
- 《袁崇焕学术论文集》

### 百家讲坛
- 《清十二帝疑案》
- 《明亡清兴六十年》
- 《康熙大帝》
- 《大故宫》[5]

## 签售被掌掴事件
2008年10月5日，阎崇年在无锡新华书店出席签售活動时，被汉网管理员黄海清（网名“大汉之风”）掌掴。黄海清的弟弟稱他的哥哥因无法认同阎崇年关于明清历史的一些观点，所以动手打人。“大汉之风”在其被结束拘留后作出辯解，他认为阎崇年「粉饰屠杀、肯定文字狱、拒绝质疑和沟通」，并以英国右翼学者戴维·欧文因否认纳粹大屠杀被奥地利维也纳一家地方法庭判3年徒刑为自己辩护。 后来他又接受了天涯社区的访谈邀请。
一些媒體試圖進一步評論事件背後原因，鳳凰網特意對此事件做了一個專題，對該事件的原因表達各自意見。并在《我們如何面對文化暴力》專題中提及和探討暴力問題。事件發生後引起社會熱議，有認同掌摑閻崇年的支持者表示看了網上的「閻崇年語錄」後認為他該打，亦有學者評論說即便閻崇年個人的學術觀點再為偏頗，也不應該上升到使用武力的地步。閻崇年後來在接受採訪時作出澄清，指出網上流傳及一些報紙轉載的「語錄」是仿造和杜撰的，亦有媒體文章對「語錄」和閻崇年的著作和電視節目講話中的言論作出對比，指出「語錄」所言並非事實。

## 评价
國家清史編撰委員會委員、研究员李治亭評其人學術研究：將本来属於皇太极的功绩，强加给努尔哈赤，是為“颠倒史实，任意篡改历史”；“对历史事实缺乏认真研究和考证，将正、误乃至错谬混淆一处，统统作为努尔哈赤的‘功绩’加以赞扬。所列‘十大功绩’，硬是凑数”、“绝非治史者所为”...“作者给努尔哈赤的历史定位，已经远远地背离了努尔哈赤自身的历史真实，大失史学的严肃性与科学性。作为一个学者，亦失应有的学风与史德”
評論家张鸣則說：“阎崇年是研究清朝的，他研究了清史一辈子，在《百家讲坛》威望很高的，阎崇年很有风度，在无锡被掌掴仍旧镇定地签名售书。”
作家家韓浩月說：「閻崇年的處亂不驚體現了一位學者的涵養，打人者也將會為自己的行為蒙羞……閻崇年算異端人物嗎。他的節目收視率很高，他的書賣得很好，他在各地的粉絲眾多，豈止不算異端，稱之為主流一點也不為過。所以，這樁事件只能說是一位主流人物說了幾句異端的話（那些語錄被證實為偽造）……如果對待一個哪怕說了幾句錯話的人，有更多的人衝上去拳打腳踢，甚至像加爾文那樣以假信仰的名義對異端分子動以私刑，那才是一件真正恐怖的事情。」
作家灰熊貓說：「诸位来拜访我博客的朋友们大多早已了解我的倾向性，我对明清的评价与阎崇年先生的评价是有很大差异的。我以为（仅仅是个人看法）:作为一个现代人而不是满清的御用文人，我的立场应该与人民的立场相一致，应该拒绝为残暴的满清贵族集团文过饰非，应该对文字狱和愚民政策持批判态度，应该旗帜鲜明地谴责针对中国百姓的屠杀行径。」